# リッキー・バンデラス
エル・メシアス（El Mesias）のリングネームで知られるギルバート・コスメ・ラミレス（Gilbert Cosme Ramirez、1976年5月25日 - ）は、プエルトリコのプロレスラー。バヤモン出身。

## 来歴
1996年からプロレスを学び、ビクター・キニョネスの新鋭として1998年11月にプエルトリコでデビューした。同年にはアメリカのECWにも参戦。1999年2月12日IWA大会にてディック東郷に勝利した。3月に初来日しバトラーツに参戦した。
2001年にはFMW、2006年にメキシコのAAA、アメリカのWSXに参戦。同年にKAIENTAI DOJOに参戦した。2007年からは、ジューダス・メシアス（Judas Mesias）のリングネームでTNAに参戦、ファーザー・ジェームズ・ミッチェルをマネージャーに迎え、アビスと抗争を展開した。現在はエル・メシアス（El Mesías）のリングネームでAAAに所属。ヘビー級戦線で王座に絡むストーリーラインで活躍している。

## 得意技
- ストレート・トゥ・ヘル（straight to hell）

シェルトン・ベンジャミンのペイダートと同型。
- メキシカン・クラッシャー

## 獲得タイトル
AAA
- AAAメガ王座

IWA
- IWA世界ヘビー級王座
- IWA世界タッグ王座
- IWAインターコンチネンタル王座
- IWAハードコア王座

IWC
- IWC世界ヘビー級王座

WSX
- WSXヘビー級王座